# Qualificações para Campeonato Europeu de Futebol Feminino de 2009
Esta página descreve o processo de qualificação das seleções nacionais para o Campeonato Europeu de Futebol Feminino de 2009.

## Ronda Preliminar
20 equipas foram divididas em 5 grupos de 4 cada. As vencedoras de cada grupo qualificou-se para a fase de eliminatórias, juntamente com 25 países isentos da ronda preliminar.

### Grupo A1
na Turquia:
| Selecção         | Pts | J | V | E | D | GM | GS |     |
| ---------------- | --- | - | - | - | - | -- | -- | --- |
| Irlanda do Norte | 6   | 3 | 2 | 0 | 0 | 9  | 2  | +7  |
| Turquia          | 6   | 3 | 2 | 0 | 0 | 11 | 2  | +9  |
| Croácia          | 6   | 3 | 2 | 0 | 0 | 9  | 6  | +3  |
| Geórgia          | 0   | 3 | 0 | 0 | 3 | 0  | 19 | -19 |

Jogos
| Croácia          | 6-0 | Geórgia          |
| Irlanda do Norte | 0-1 | Turquia          |
| Croácia          | 2-1 | Turquia          |
| Geórgia          | 0-4 | Irlanda do Norte |
| Irlanda do Norte | 5-1 | Croácia          |
| Turquia          | 9-0 | Geórgia          |

### Grupo A2
na Bósnia e Herzegovina:
| Selecção             | Pts | J | V | E | D | GM | GS |    |
| -------------------- | --- | - | - | - | - | -- | -- | -- |
| Israel               | 9   | 3 | 3 | 0 | 0 | 9  | 2  | +7 |
| Bósnia e Herzegovina | 4   | 3 | 1 | 1 | 1 | 7  | 7  | 0  |
| Armênia              | 4   | 3 | 1 | 1 | 1 | 2  | 2  | 0  |
| Letónia              | 0   | 3 | 0 | 0 | 3 | 1  | 8  | -7 |

Jogos
| Israel               | 3-0 | Letónia              |
| Bósnia e Herzegovina | 1-1 | Arménia              |
| Israel               | 1-0 | Arménia              |
| Letónia              | 1-4 | Bósnia e Herzegovina |
| Bósnia e Herzegovina | 2-5 | Israel               |
| Arménia              | 1-0 | Letónia              |

### Grupo A3
no Luxemburgo:
| Selecção   | Pts | J | V | E | D | GM | GS |     |
| ---------- | --- | - | - | - | - | -- | -- | --- |
| Eslováquia | 9   | 3 | 3 | 0 | 0 | 15 | 0  | +15 |
| Luxemburgo | 4   | 3 | 1 | 1 | 1 | 5  | 7  | -2  |
| Lituânia   | 2   | 3 | 0 | 2 | 1 | 1  | 4  | -3  |
| Malta      | 1   | 3 | 0 | 1 | 2 | 2  | 12 | -10 |

Jogos
| Eslováquia | 4-0 | Luxemburgo |
| Malta      | 0-0 | Lituânia   |
| Eslováquia | 3-0 | Lituânia   |
| Luxemburgo | 4-2 | Malta      |
| Malta      | 0-8 | Eslováquia |
| Lituânia   | 1-1 | Luxemburgo |

### Grupo A4
na Roménia:
| Selecção   | Pts | J | V | E | D | GM | GS |     |
| ---------- | --- | - | - | - | - | -- | -- | --- |
| Roménia    | 9   | 3 | 3 | 0 | 0 | 10 | 1  | +9  |
| Bulgária   | 6   | 3 | 2 | 0 | 1 | 8  | 1  | +7  |
| Azerbaijão | 3   | 3 | 1 | 0 | 2 | 4  | 9  | -5  |
| Estónia    | 0   | 3 | 0 | 0 | 3 | 2  | 13 | -11 |

Jogos
| Roménia    | 4-1 | Azerbeijão |
| Estónia    | 0-5 | Bulgária   |
| Azerbeijão | 3-2 | Estónia    |
| Roménia    | 1-0 | Bulgária   |
| Estónia    | 0-5 | Roménia    |
| Bulgária   | 3-0 | Azerbeijão |

### Grupo A5
na Macedónia:
| Selecção           | Pts | J | V | E | D | GM | GS |     |
| ------------------ | --- | - | - | - | - | -- | -- | --- |
| País de Gales      | 9   | 3 | 3 | 0 | 0 | 10 | 2  | +8  |
| Cazaquistão        | 6   | 3 | 2 | 0 | 1 | 3  | 2  | +1  |
| Ilhas Faroé        | 3   | 3 | 1 | 0 | 2 | 8  | 3  | +5  |
| Macedônia do Norte | 0   | 3 | 0 | 0 | 3 | 0  | 14 | -14 |

Jogos
| País de Gales | 2-1 | Ilhas Feroé   |
| Cazaquistão   | 1-0 | Macedónia     |
| País de Gales | 6-0 | Macedónia     |
| Ilhas Feroé   | 0-1 | Cazaquistão   |
| Cazaquistão   | 1-2 | País de Gales |
| Macedónia     | 0-7 | Ilhas Feroé   |

|  | Selecções apuradas para a fase de qualificação |

## Fase de Qualificação
As equipas foram divididas em seis grupos de cinco equipas cada, jogando entre si em uma casa e fora. Os seis vencedores de cada grupo avançarão directamente para a fase final torneio. As seis segundo classificadas e as quatro melhores terceiras colocadas vão jogar uma qualificação play-off.

### Grupo 1
| Selecção         | Pts | J | V | E | D | GM | GS |     |
| ---------------- | --- | - | - | - | - | -- | -- | --- |
| Inglaterra       | 20  | 8 | 6 | 2 | 0 | 24 | 4  | +20 |
| Espanha          | 17  | 8 | 5 | 2 | 1 | 24 | 7  | +17 |
| República Checa  | 14  | 8 | 4 | 2 | 2 | 18 | 14 | +3  |
| Bielorrússia     | 4   | 8 | 1 | 0 | 6 | 10 | 27 | -17 |
| Irlanda do Norte | 1   | 8 | 0 | 0 | 7 | 2  | 26 | -24 |

Jogos
| Inglaterra       | 4-0 | Irlanda do Norte |
| Irlanda do Norte | 1-3 | República Checa  |
| Bielorrússia     | 0-3 | Espanha          |
| Bielorrússia     | 5-0 | Irlanda do Norte |
| Bielorrússia     | 1-4 | República Checa  |
| Inglaterra       | 4-0 | Bielorrússia     |
| República Checa  | 2-2 | Espanha          |
| Inglaterra       | 1-0 | Espanha          |
| Espanha          | 4-0 | Irlanda do Norte |
| Irlanda do Norte | 0-2 | Inglaterra       |
| Inglaterra       | 0-0 | República Checa  |
| República Checa  | 4-0 | Irlanda do Norte |
| Espanha          | 6-1 | Bielorrússia     |
| Bielorrússia     | 1-6 | Inglaterra       |
| Espanha          | 4-1 | República Checa  |
| Irlanda do Norte | 0-3 | Espanha          |
| República Checa  | 3-1 | Bielorrússia     |
| Irlanda do Norte | 1-1 | Bielorrússia     |
| República Checa  | 1-5 | Inglaterra       |
| Espanha          | 2-2 | Inglaterra       |

### Grupo 2
| Selecção | Pts | J | V | E | D | GM | GS |     |
| -------- | --- | - | - | - | - | -- | -- | --- |
| Suécia   | 24  | 8 | 8 | 0 | 0 | 31 | 0  | +31 |
| Itália   | 18  | 8 | 6 | 0 | 2 | 23 | 7  | +16 |
| Irlanda  | 12  | 8 | 4 | 0 | 4 | 10 | 14 | -4  |
| Roménia  | 4   | 8 | 1 | 1 | 6 | 8  | 28 | -20 |
| Hungria  | 1   | 7 | 0 | 1 | 6 | 6  | 26 | -20 |

Jogos
| Irlanda | 2-1 | Hungria |
| Itália  | 0-2 | Suécia  |
| Hungria | 3-3 | Roménia |
| Irlanda | 1-2 | Itália  |
| Roménia | 0-7 | Suécia  |
| Suécia  | 7-0 | Hungria |
| Roménia | 0-2 | Hungria |
| Hungria | 1-3 | Itália  |
| Irlanda | 2-1 | Roménia |
| Itália  | 5-0 | Roménia |
| Itália  | 4-1 | Irlanda |
| Hungria | 0-2 | Irlanda |
| Hungria | 0-6 | Suécia  |
| Suécia  | 1-0 | Itália  |
| Roménia | 1-6 | Itália  |
| Roménia | 3-1 | Hungria |
| Irlanda | 0-5 | Suécia  |
| Suécia  | 2-0 | Roménia |
| Suécia  | 1-0 | Irlanda |
| Itália  | 3-0 | Hungria |

### Grupo 3
| Selecção  | Pts | J | V | E | D | GM | GS | +/- |
| --------- | --- | - | - | - | - | -- | -- | --- |
| França    | 21  | 8 | 7 | 0 | 1 | 31 | 2  | +29 |
| Islândia  | 18  | 8 | 6 | 0 | 2 | 27 | 4  | +23 |
| Eslovênia | 12  | 8 | 4 | 0 | 4 | 14 | 24 | -10 |
| Sérvia    | 6   | 8 | 2 | 0 | 6 | 11 | 24 | -13 |
| Grécia    | 3   | 8 | 1 | 0 | 7 | 7  | 36 | -29 |

Jogos
| França    | 6-0 | Grécia    |
| Eslovénia | 0-5 | Sérvia    |
| França    | 6-0 | Eslovénia |
| Grécia    | 0-3 | Islândia  |
| Islândia  | 1-0 | França    |
| Islândia  | 5-0 | Sérvia    |
| Sérvia    | 1-2 | Grécia    |
| Eslovénia | 2-1 | Islândia  |
| Sérvia    | 0-8 | França    |
| Eslovénia | 0-2 | França    |
| Grécia    | 0-5 | França    |
| Sérvia    | 0-3 | Eslovénia |
| França    | 2-0 | Sérvia    |
| Sérvia    | 0-4 | Islândia  |
| Eslovénia | 3-1 | Grécia    |
| Islândia  | 5-0 | Eslovénia |
| Islândia  | 7-0 | Grécia    |
| Grécia    | 0-5 | Sérvia    |
| França    | 2-1 | Islândia  |
| Grécia    | 4-6 | Eslovénia |

### Grupo 4
| Selecção      | Pts | J | V | E | D | GM | GS |     |
| ------------- | --- | - | - | - | - | -- | -- | --- |
| Alemanha      | 24  | 8 | 8 | 0 | 0 | 34 | 1  | +33 |
| Países Baixos | 12  | 8 | 3 | 3 | 2 | 12 | 12 | 0   |
| Suíça         | 11  | 8 | 3 | 2 | 3 | 9  | 16 | -7  |
| Bélgica       | 10  | 8 | 3 | 1 | 4 | 7  | 15 | -8  |
| País de Gales | 0   | 8 | 0 | 0 | 8 | 1  | 19 | -18 |

Jogos
| Alemanha      | 5-1 | Holanda       |
| Suiça         | 1-0 | Bélgica       |
| Suiça         | 2-2 | Holanda       |
| País de Gales | 0-6 | Alemanha      |
| Alemanha      | 7-0 | Suiça         |
| Holanda       | 2-1 | País de Gales |
| País de Gales | 0-2 | Suiça         |
| Alemanha      | 3-0 | Bélgica       |
| Bélgica       | 1-0 | País de Gales |
| Holanda       | 0-1 | Alemanha      |
| País de Gales | 0-1 | Bélgica       |
| País de Gales | 0-1 | Holanda       |
| Bélgica       | 2-2 | Holanda       |
| Bélgica       | 3-1 | Suiça         |
| Bélgica       | 0-5 | Alemanha      |
| Suiça         | 2-0 | País de Gales |
| Alemanha      | 4-0 | País de Gales |
| Holanda       | 1-1 | Suíça         |
| Holanda       | 3-0 | Bélgica       |
| Suíça         | 0-3 | Alemanha      |

### Grupo 5
| Selecção   | Pts | J | V | E | D | GM | GS |     |
| ---------- | --- | - | - | - | - | -- | -- | --- |
| Dinamarca  | 21  | 8 | 7 | 0 | 1 | 23 | 5  | +18 |
| Ucrânia    | 19  | 8 | 6 | 1 | 1 | 15 | 3  | +12 |
| Escócia    | 10  | 8 | 3 | 1 | 4 | 15 | 7  | +8  |
| Eslováquia | 6   | 8 | 2 | 0 | 6 | 5  | 29 | -24 |
| Portugal   | 2   | 8 | 0 | 2 | 6 | 4  | 18 | -14 |

Jogos
| Eslováquia | 2-1 | Portugal   |
| Escócia    | 0-0 | Portugal   |
| Eslováquia | 0-4 | Ucrânia    |
| Ucrânia    | 2-1 | Escócia    |
| Ucrânia    | 5-0 | Eslováquia |
| Eslováquia | 0-3 | Escócia    |
| Dinamarca  | 5-1 | Portugal   |
| Escócia    | 0-1 | Dinamarca  |
| Portugal   | 0-1 | Eslováquia |
| Portugal   | 0-1 | Ucrânia    |
| Eslováquia | 1-4 | Dinamarca  |
| Dinamarca  | 2-1 | Escócia    |
| Portugal   | 1-4 | Escócia    |
| Portugal   | 0-4 | Dinamarca  |
| Dinamarca  | 6-1 | Eslováquia |
| Escócia    | 0-1 | Ucrânia    |
| Ucrânia    | 1-0 | Dinamarca  |
| Ucrânia    | 1-1 | Portugal   |
| Escócia    | 6-0 | Eslováquia |
| Dinamarca  | 1-0 | Ucrânia    |

### Grupo 6
| Selecção | Pts | J | V | E | D | GM | GS |     |
| -------- | --- | - | - | - | - | -- | -- | --- |
| Noruega  | 22  | 8 | 7 | 1 | 0 | 26 | 0  | +26 |
| Rússia   | 19  | 8 | 6 | 1 | 1 | 25 | 7  | +18 |
| Áustria  | 9   | 8 | 3 | 0 | 5 | 13 | 18 | -5  |
| Polônia  | 7   | 8 | 2 | 1 | 5 | 11 | 20 | -9  |
| Israel   | 1   | 8 | 0 | 1 | 7 | 3  | 33 | -30 |

Jogos
| Áustria | 0-1 | Polónia |
| Israel  | 2-2 | Polónia |
| Israel  | 0-6 | Rússia  |
| Rússia  | 3-1 | Polónia |
| Israel  | 0-3 | Noruega |
| Polónia | 4-1 | Israel  |
| Noruega | 3-0 | Áustria |
| Áustria | 1-5 | Rússia  |
| Áustria | 5-0 | Israel  |
| Noruega | 3-0 | Rússia  |
| Noruega | 7-0 | Israel  |
| Noruega | 3-0 | Polónia |
| Polónia | 2-4 | Áustria |
| Rússia  | 4-0 | Israel  |
| Áustria | 0-4 | Noruega |
| Israel  | 0-2 | Áustria |
| Polónia | 0-3 | Noruega |
| Rússia  | 3-1 | Áustria |
| Polónia | 1-4 | Rússia  |
| Rússia  | 0-0 | Noruega |

|  | Selecções apuradas para o EURO 2009        |
|  | Selecções apuradas para a fase de play-off |

### Terceiro-classificadas
| Selecção        | Pts | J | V | E | D | GM | GS | +/- |
| --------------- | --- | - | - | - | - | -- | -- | --- |
| República Checa | 8   | 6 | 2 | 2 | 2 | 11 | 13 | −2  |
| Escócia         | 6   | 6 | 2 | 0 | 4 | 11 | 6  | 5   |
| Irlanda         | 6   | 6 | 2 | 0 | 4 | 6  | 13 | −7  |
| Eslovênia       | 6   | 6 | 2 | 0 | 4 | 5  | 19 | −14 |
| Suíça           | 5   | 6 | 1 | 2 | 3 | 5  | 16 | −11 |
| Áustria         | 3   | 6 | 1 | 0 | 5 | 6  | 18 | −12 |

## "Play-offs" de apuramento
A fase de "Play-offs" foi entre 25 e 30 de Outubro de 2008, e foi disputada pelas 6 selecções que foram segundo classificadas em cada um dos 6 grupos da fase de qualificação, bem como pelos quatro melhores terceiros.
| Equipe 1        | Total | Equipe 2      | 1.º jogo | 2.º jogo |
| --------------- | ----- | ------------- | -------- | -------- |
| Irlanda         | 1 - 4 | Islândia      | 1-1      | 0-3      |
| República Checa | 1 - 3 | Itália        | 0-1      | 1-2      |
| Escócia         | 4 - 4 | Rússia        | 2-3      | 2-1      |
| Eslovênia       | 0 - 5 | Ucrânia       | 0-3      | 0-2      |
| Espanha         | 0 - 4 | Países Baixos | 0-2      | 0-2      |

## Ligações Externas
Resultados no UEFA.com